# Hillview (Kentucky)
Hillview és una població dels Estats Units a l'estat de Kentucky. Segons el cens del 2000 tenia 7.037 habitants.

## Demografia
Segons el cens del 2000, Hillview tenia 7.037 habitants, 2.411 habitatges, i 2.013 famílies. La densitat de població era de 653,1 habitants/km².
Dels 2.411 habitatges en un 41,6% hi vivien nens de menys de 18 anys, en un 66,6% hi vivien parelles casades, en un 11,5% dones solteres, i en un 16,5% no eren unitats familiars. En el 13,1% dels habitatges hi vivien persones soles el 3,2% de les quals corresponia a persones de 65 anys o més que vivien soles. El nombre mitjà de persones vivint en cada habitatge era de 2,92 i el nombre mitjà de persones que vivien en cada família era de 3,16.
Per edats la població es repartia de la següent manera: un 28,7% tenia menys de 18 anys, un 8,6% entre 18 i 24, un 34,9% entre 25 i 44, un 22,3% de 45 a 60 i un 5,5% 65 anys o més.
L'edat mediana era de 32 anys. Per cada 100 dones de 18 o més anys hi havia 98,1 homes.
La renda mediana per habitatge era de 42.743 $ i la renda mediana per família de 45.594 $. Els homes tenien una renda mediana de 33.962 $ mentre que les dones 22.027 $. La renda per capita de la població era de 15.832 $. Entorn del 5,3% de les famílies i el 7,1% de la població estaven per davall del llindar de pobresa.

## Poblacions més properes
El següent diagrama mostra les poblacions més properes.